# RideLondon–Surrey Classic
RideLondon–Surrey Classic (také známý jako London–Surrey Classic) byl každoroční jednodenní cyklistický závod se startem a cílem v Londýně procházející malebnou krajinou Surreyské pahorkatiny. První ročník závodu se konal 14. srpna 2011 jako London–Surrey Cycle Classic, 140 km dlouhý přípravný závod před letními olympijskými hrami 2012. Vítězem se stal Mark Cavendish. Následující rok se na podobné trase jely mužský a ženský silniční závod na olympijských hrách. 4. srpna 2013 se závod konal znovu a stal se součástí Prudential RideLondon víkendu, dvoudenního cyklistického festivalu konaného v Londýně jako odkaz olympijských her. Od roku 2017 byl závod součástí UCI World Tour.
Ročníky 2020 a 2021 byly zrušeny kvůli pandemii covidu-19. Po odstoupení titulárních sponzorů, Prudential a Surrey County Council, se závod od roku 2022 soustředí pouze v centrálním Londýně jako třídenní ženský závod. V červenci 2021 organizátoři potvrdili, že už se mužský závod nevrátí.

## Seznam vítězů
| Rok  | Země                                        | Jezdec                                      | Tým                                         |
| ---- | ------------------------------------------- | ------------------------------------------- | ------------------------------------------- |
| 2011 | Spojené království                          | Mark Cavendish                              | Spojené království                          |
| 2012 | Nejelo se (viz. silniční závod na LOH 2012) | Nejelo se (viz. silniční závod na LOH 2012) | Nejelo se (viz. silniční závod na LOH 2012) |
| 2013 | Francie                                     | Arnaud Démare                               | FDJ.fr                                      |
| 2014 | Spojené království                          | Adam Blythe                                 | NFTO                                        |
| 2015 | Lucembursko                                 | Jempy Drucker                               | BMC Racing Team                             |
| 2016 | Belgie                                      | Tom Boonen                                  | Etixx–Quick-Step                            |
| 2017 | Norsko                                      | Alexander Kristoff                          | Team Katusha–Alpecin                        |
| 2018 | Německo                                     | Pascal Ackermann                            | Bora–Hansgrohe                              |
| 2019 | Itálie                                      | Elia Viviani                                | Deceuninck–Quick-Step                       |

### Vítězství dle zemí
| Počet vítězství | Země               |
| --------------- | ------------------ |
| 2               | Spojené království |
| 1               | Francie            |
| 1               | Lucembursko        |
| 1               | Belgie             |
| 1               | Norsko             |
| 1               | Německo            |
| 1               | Itálie             |